# Peripsychoda lobella
Peripsychoda lobella és una espècie d'insecte dípter pertanyent a la família dels psicòdids.

## Descripció
- Femella: ulls separats per 3 facetes de diàmetre; sutura interocular en forma de "V" invertida; vèrtex igual a 2,5 vegades l'amplada del pont ocular, amb els costats arrodonits i lleugerament elevat a l'occipuci; front amb una àrea pilosa trapezoïdal; palp núm. 1 engrandit; antenes de 0,80 mm de llargària i amb l'escap igual a 1,5 vegades la mida del pedicel; ales d'1,60-1,75 mm de longitud i de 0,62-0,67 mm d'amplada i amb la vena subcostal unida a R1; fémur més llarg que la tíbia; placa subgenital amb el lòbul apical allargat i petit; espermateca gran, hemisfèrica i densament reticulada.
- El mascle no ha estat encara descrit.[3]

## Distribució geogràfica
És un endemisme de Nova Guinea.